# 문현미

## ○생애
문현미(文賢美, Moon Hyun Mi)는 대한민국 시인이다.   
1957년 부산에서 태어나 1980년부터 시 창작 활동을 하였고, 1989년부터 재유럽 시 동인지 <날개> 회원으로 참가하였다. 부산대학교 국어교육학과를 졸업하고 독일 아헨공과대학교에서 한독비교문학으로 박사학위를 취득하였다.   
독일 유학 시절 독일 본대학교 한국어학과 강사로 활동하였고, 박사 학위 취득 후 3년 간 교수로 봉직하였다.   
한국에 귀국한 후 1998년 계간 <시와 시학>으로 등단하여 본격적인 시 창작 활동에 전념하고 있다.   
현재, 백석대학교 국어국문학과 교수로 재직하면서 현대시 관련 강의 및 백석문화예술관(山史현대시100년관·보리생명미술관)과 백석역사박물관(백석역사관·기독교박물관)을 맡아서 문화 예술 발전을 위하여 노력하고 있다.    

## ○학력
- 1975년 2월 경남여자고등학교 졸업

- 1979년 2월 부산대학교 사범대학 국어교육학과 졸업

- 1989년 가을학기 독일 아헨공과대학교 인문대학 졸업시험위원회로부터 바로

박사과정에 들어가도록 인정받음(한국식으로 월반) 
- 1993년 12월 독일 아헨공과대학교 문학박사 취득

## ○대표 논문
「한국 근대시에서 독일시 접촉과 수용」, 「하이네 문학의 생산적 수용에 관한 고찰」,「윤동주의 나르시즘적 존재론」등

## ○저술 리스트
1. 시집 및 칼럼집
『기다림은 얼굴이 없다』
『칼 또는 꽃』
『수직으로 내리는 비는 둥글다』
『가산리 희망발전소로 오세요』
『아버지의 만물상 트럭』
『그날이 멀지 않다』
『깊고 푸른 섬』
『바람의 뼈로 현을 켜다』
『사랑이 돌아오는 시간』
『시를 사랑하는 동안 별은 빛나고』(칼럼집)
『몇 방울의 찬란』
2. 번역서
『라이너 마리아 릴케 문학선집』 1권-4권
『말테의 수기』
『우리를 행복하게 하는 것들』
『사랑만들기』
3. 저서
『Die Rezeption Heinrich Heines in Korea von 1910-bis 1945』(독일저서)
『우리 말 우리 글』(공저)
『문장의 이론과 실제』(공저)
4. 경력
1996년-1998년 독일 본대학교 한국어학과 교수 역임
2016년 3월-2018년 2월 한국시인협회 부회장 역임
2018년 3월-한국시인협회 이사
2018년 3월-시사랑문화인협의회 부회장
2009년-2011년 천안시 저출산대책본부 공동의장 역임(보건복지부 장관상) 등
5. 학교 보직 경력
2000년 백석대학교 제1대 학생종합서비스센터 소장
2001년 백석대학교 교무처 입학홍보부장
2002년 백석대학교 입학관리처 입학홍보부장
2005년 백석대학교 입학관리처 입학홍보팀장
2007년 백석대학교 입학관리처 부처장
2008년 백석대학교·백석문화대학교 통합입학관리처장
2009년-2011년 백석문화대학교 학사부총장 겸 총괄부총장
2012년 백석대학교 제1대 발전기금본부장
2013년-2020년 5월 백석대학교 도서관장
2013년 11월∼ 백석대학교 산사현대시100년관장
2017년 2월∼백석대학교 보리생명미술관장
2020년 6월∼백석문화예술관장(부총장)
2024년 3월∼백석역사박물관장(부총장)

## ○ 문학상 수상 경력
- 시와시학 신인상

- 박인환문학상

- 한국크리스천문학상

- 시와시학작품상

- 종려나무문학상

- 한국기독시문학상

- 한국문학인상

- 한유성문학상

- 난설헌시문학상

- 풀꽃문학상
- 한국시인협회상